# پل جیمز (بازیکن فوتبال)
پل جیمز (انگلیسی: Paul James؛ زادهٔ ۱۱ نوامبر ۱۹۶۳) بازیکن سابق و مربی فوتبال اهل کانادا است.
از باشگاه‌هایی که در آن بازی کرده‌است می‌توان به باشگاه فوتبال دونکستر راورز و باشگاه فوتبال مونتری اشاره کرد.
او همچنین در تیم ملی فوتبال کانادا بازی کرده‌است.